# Xanthorhoe ferrugata
Xanthorhoe ferrugata là một loài bướm đêm thuộc chi Xanthorhoe trong họ Geometridae.

## Hình ảnh

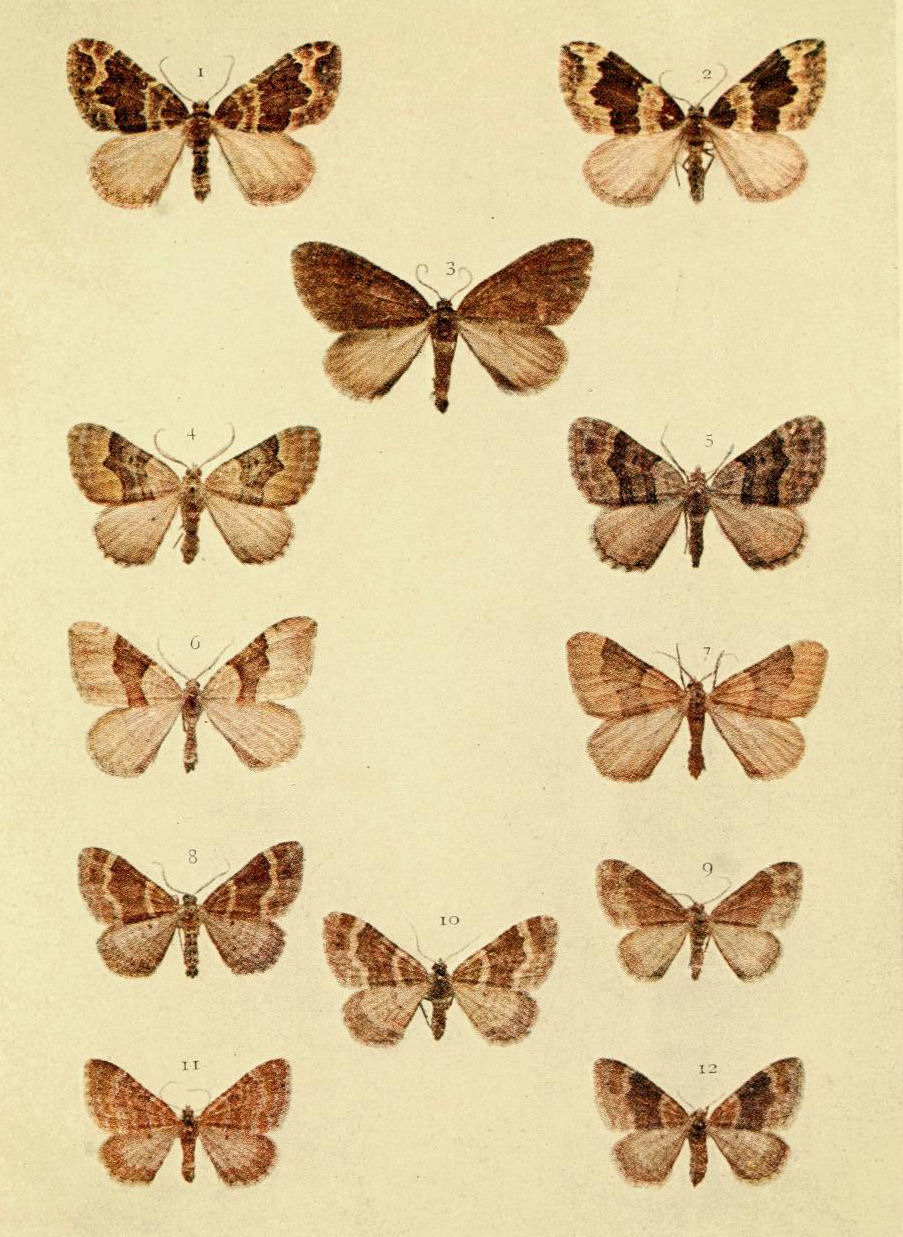
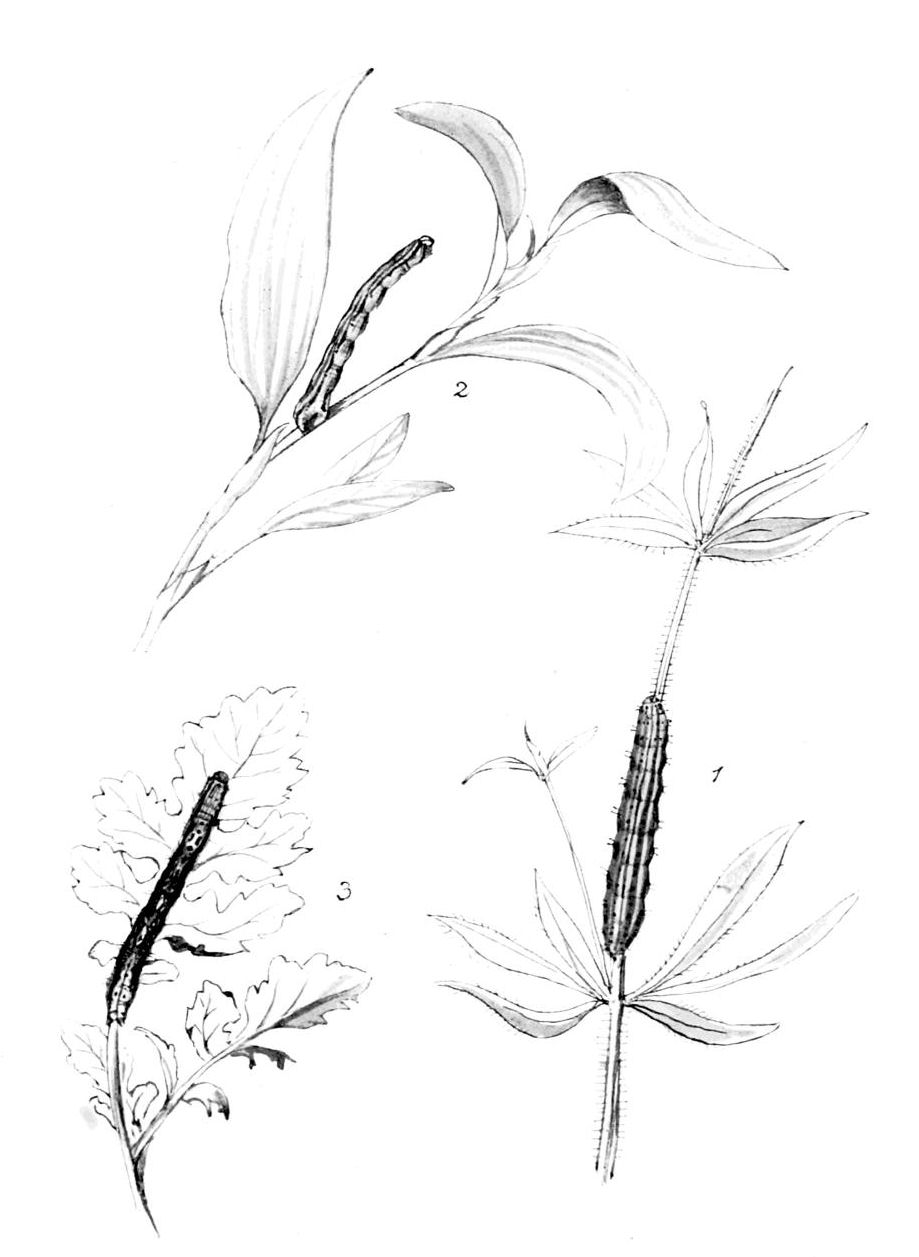
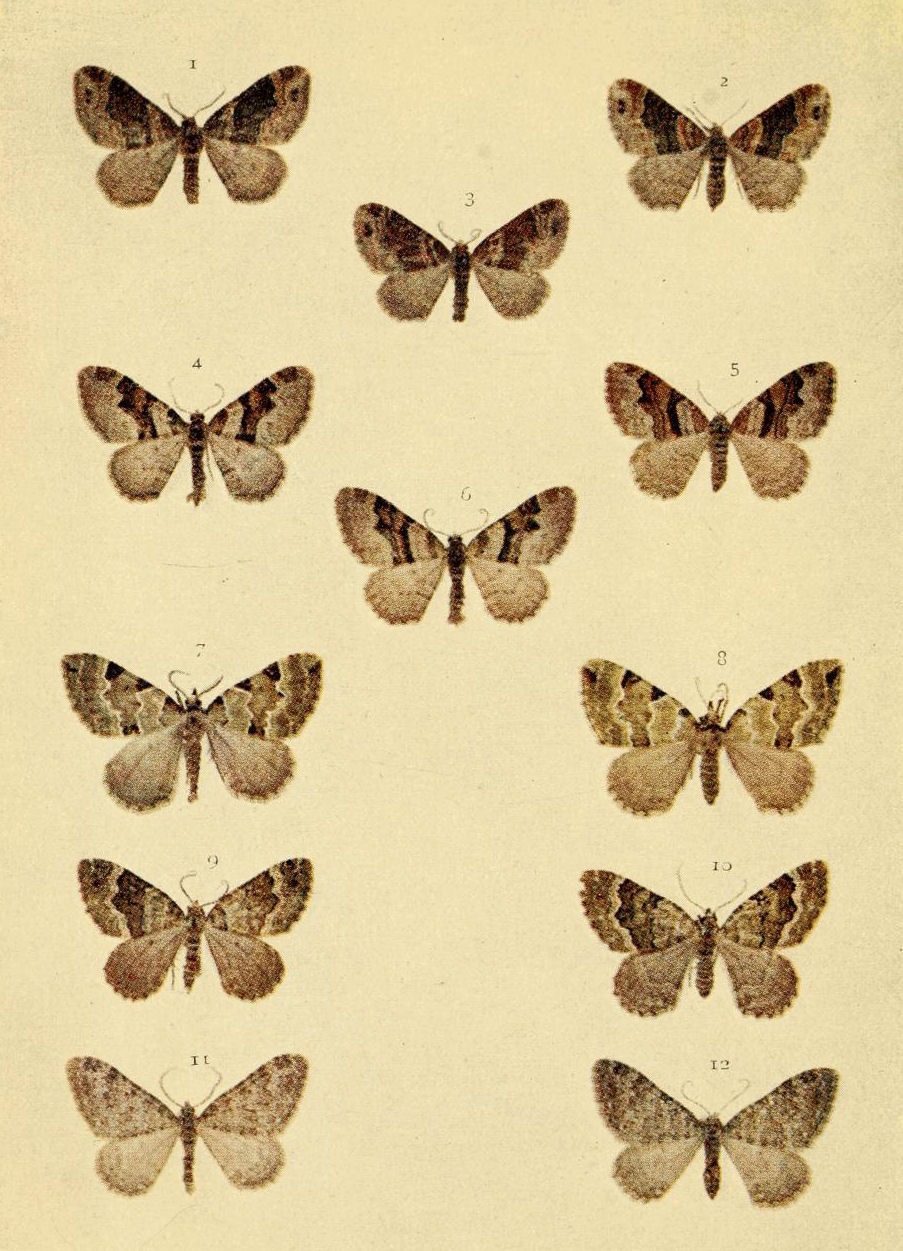
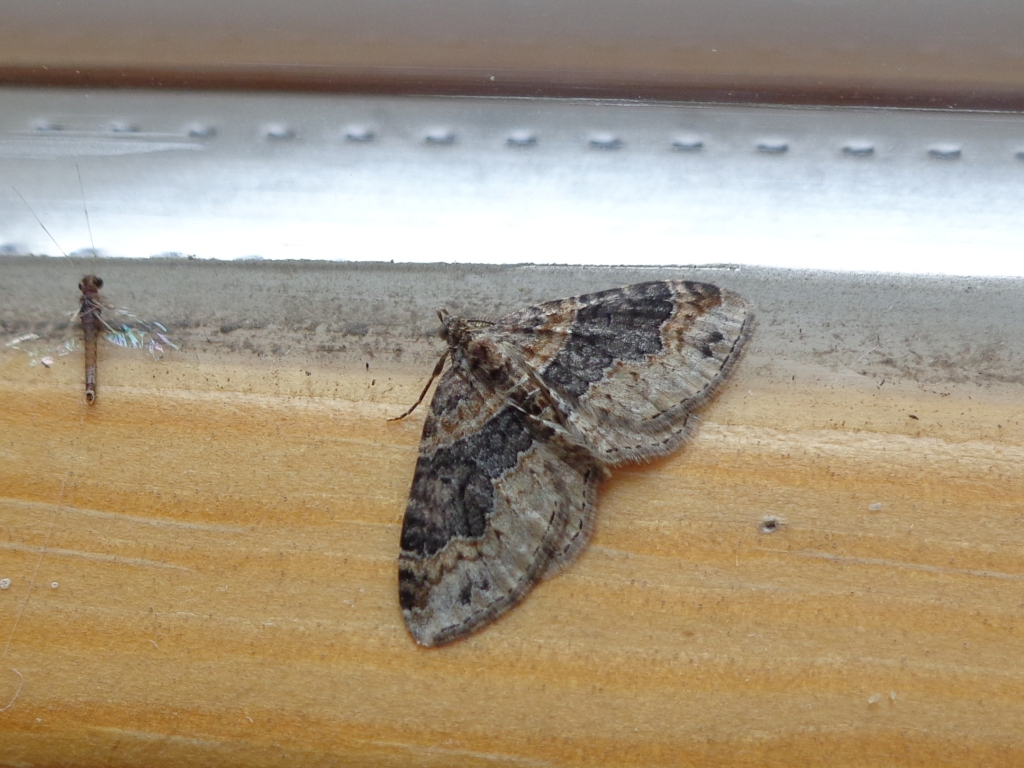